# Pita de manglar
El pita dels manglars (Pitta megarhyncha) és una espècie d'ocell de la família dels pítids (Pittidae) que habita els manglars de la Península Malaia, Sumatra i petites illes properes.